# Khande II Rao Holkar
Shrimant Sardar Khande II Rao Holkar (Poona 1798- Sahahapura 1806) fou nominal subadar bahadur de Malwa de la dinastia Holkar. Era fill de Malhar II Rao Holkar i va néixer de la seva segona esposa Shrimant Akhand Soubhagyavati Jiji Bai Sahib Holkar, que estava prenyada quan Malhar va morir, i el va parir estant empresonada a Poona per Daulat Rao Sindhia, que després de matar a Malhar II s'havia erigit en virtual regent dels estats d'Holkar i tenia el suport del peshwa marata.
Jaswant Rao Holkar i Vithoji Rao Holkar, germans il·legítims de Malhar II, es van lliurar del desastre en el qual va morir el seu germà. El primer, després d'una vida de fugitiu i d'haver estat presoner a Nagpur i Dhar, va aconseguir aixecar una força i es va erigir en defensor dels drets del nadó Khande II Rao Holkar; va aconseguir el suport del cap pindari Amir Khan (que després fou nawab de Tonk); les tropes lleials a Kashi Rao manades per Chevalier Dudrenec foren derrotades a Kasrawad; llavors Dudrenec va transferir la seva fidelitat i les seves forces a Jaswant Rao, que va entrar a Maheshwar i es va proclamar maharaja (gener de 1799) oblidant de fet els drets de Khande II Rao Holkar que abans deia defensar. Nominalment Khande II Rao va compatir el poder sota regència de Jaswant, però l'infant no representava cap obstacle.
Va morir segons uns de còlera i segons altres assassinat per orde de Jaswant Rao, a Shahapura el setembre de 1806, quan tenia 7 anys.